# Коноплёв, Юрий Геннадьевич
Ю́рий Генна́дьевич Коноплёв (6 декабря 1939, Казань — 5 мая 2023, Казань) — советский и российский учёный-механик, действительный член Академии наук Республики Татарстан. Академик АН РТ (1991), доктор физико-математических наук, профессор. Заслуженный деятель науки Российской Федерации, заслуженный деятель науки Республики Татарстан. Ректор Казанского университета (1990—2001).

## Биография
Родился в семье работников авиационного завода. После окончания средней школы в 1957 году Коноплёв поступил на физико-математический факультет Казанского государственного университета (КГУ) для обучения по специальности «механика». На III курсе выбрал специализацию «механика деформируемого твёрдого тела». Математические дисциплины читали ведущие лекторы-математики: профессора В. А. Яблоков, Б. Л. Лаптев, Б. М. Гагаев, Л. И. Чибрикова, В. И. Шуликовский, доцент А. В. Дороднов и др. На III курсе проявил интерес к экспериментальной механике, и ему была предложена должность лаборанта кафедры теоретической механики по совместительству. Окончил механико-математический факультет КГУ по специальности «механика» в 1962 году (дипломная работа, посвящённая устойчивости цилиндрической оболочки при действии моментов, была защищена на «отлично»).
Был оставлен в университете для работы в должности инженера лаборатории прочности, научным руководителем которой в то время был профессор К. З. Галимов. В 1969 году защитил кандидатскую, в 1982 году — докторскую диссертации. С 1988 года заведовал кафедрой теоретической механики КГУ и является председателем совета по защите докторских диссертаций по механике деформируемого твёрдого тела и механике жидкости, газа и плазмы.
Работал проректором КГУ по международным связям (1986—1990), ректором КГУ (1990—2001).
Академик РАЕН, Международной академии наук высшей школы, Международной педагогической академии. Был членом Президиума Международной академии наук высшей школы, членом головного совета по теоретической и прикладной механике Комитета по высшей школе, технической политике и науке РФ, членом  Президиума КНЦ РАН, совета Евразийской ассоциации университетов и экспертного совета по прочности Госстандарта СССР, членом комиссий по Государственным премиям в области науки и техники РФ и РТ, членом редколлегии всероссийского научного журнала «Известия вузов. Математика».
Преподаваемые в КГУ дисциплины: Экспериментальные методы исследования напряжений, Колебания деформируемых систем, Теоретико-экспериментальный метод в механике.
Скончался 5 мая 2023 года на 84-м году жизни.

## Научная деятельность
Научные работы Ю. Г. Коноплёва относятся к механике деформируемого твёрдого тела. Им получен ряд результатов, относящихся к исследованию нелинейного напряжённо-деформированного состояния деформируемых твёрдых тел и конструкций, статической и динамической устойчивости, колебаний оболочек, пластин и стержневых систем.
Результаты исследований Ю. Г. Коноплёва вошли в монографии других учёных, в справочники и учебники для университетов. Они используются в НИИ и проектно-конструкторских бюро при разработке конструкций новой техники, ремонте технологического оборудования и сооружений. Ю. Г. Коноплёв участвовал в разработке методов расчёта и испытаний ряда сложных объектов современной техники. В частности, при его участии была построена математическая модель многослойного корпуса и основных элементов орбитального телескопа, учитывающая наличие вибраций корпуса, его радиационного нагрева (неравномерного по координатам и по времени) и внутреннего теплообмена, происходящего с учётом излучения; разработаны методы решения возникающих при этом задач механики, созданы программное обеспечение и экспериментальные методики исследования поведения орбитального телескопа, проведено математическое моделирование статического и динамического состояния, механических и электрических контактов в соединителях электрических цепей. Проведено математическое моделирование крупногабаритных конструкций химического и нефтехимического оборудования применительно к условиям их ремонта, выполнены необходимые расчёты, связанные с выбором оптимального варианта конструкции. Аналогичные работы проводились применительно к деформированным элементам конструкций летательных аппаратов неоднородной структуры и мощных компрессорных машин.
Выполненные Ю. Г. Коноплёвым и его коллегами, механиками КГУ, исследования позволили также оптимизировать конструкции рамной оснастки большегрузных автомобилей, найти действующие напряжения в металлоконструкциях портальных кранов с учётом динамических составляющих нагрузок, дать обоснованные рекомендации по конструктивному упрочнению отдельных узлов крановых металлоконструкций.
Области научных исследований:
- Разработка математических моделей и методов решения задач механики деформируемого твёрдого тела
- Разработка общей теории и методов расчёта оболочек, пластин и стержневых систем

## Публикации
Ю. Г. Коноплёв — автор более 180 научных публикаций, научных отчётов по тематике прикладных исследований, в том числе монографий:
- «Динамическая устойчивость оболочек» (в соавторстве).
- Устойчивость упругих пластин и оболочек при нестационарных воздействиях (в соавторстве)// Изд-во КГУ, 1991 г., 122 c.
- Голографическая интерферометрия и фототехника (в соавторстве)// Изд-во КГУ, 1991 г., 130 c.

## Награды и звания
Российские
- Медаль «В ознаменование 100-летия со дня рождения Владимира Ильича Ленина»
- Медаль «Ветеран труда»
- Медаль «В память 1000-летия Казани»
- Медаль ордена «За заслуги перед Республикой Татарстан» (2019 год)[4].
- Медаль имени Ю. А. Гагарина (за участие в создании ракетной техники)
- Почётное звание «Заслуженный деятель науки Российской Федерации» (2000) — за заслуги в научной деятельности[5]
- Звание «Почётный работник высшего профессионального образования Российской Федерации»
- Почётное звание «Заслуженный работник Республики Татарстан»
- Почётная грамота Республики Татарстан
- Почётные грамоты Государственного комитета СССР по народному образованию и Министерства образования Российской Федерации
- Нагрудный знак Министерства высшего и среднего образования СССР «За отличные успехи в работе»

Иностранные
- Орден Академических пальм (Франция), офицер
- Медаль имени Юстуса Либиха (ФРГ) — за развитие международных академических и культурных связей